# Rodolfo Fortino
Rodolfo Fortino (ur. 30 kwietnia 1983) – włoski futsalista brazylijskiego pochodzenia, zawodnik z pola, gracz Luparense Calcio a 5 i reprezentacji Włoch. W 2014 roku z reprezentacją Włoch zdobył Mistrzostwo Europy, a dwa lata wcześniej wywalczył brązowy medal tych mistrzostw. W 2012 roku zdobył także brązowy medal Mistrzostw Świata.